# US Alessandrina
US Alessandrina (wł. Unione Sportiva Alessandrina) – włoski klub piłkarski, mający siedzibę w mieście Alessandria, w północno-zachodniej części kraju, działający w latach 1916–1920.

## Historia
Chronologia nazw:
- 1916: US Alessandrina
- 1920: klub rozwiązano – po fuzji z Alessandria Foot Ball Club

Klub piłkarski US Alessandrina został założony w miejscowości Alessandria w 1916 roku. Klub powstał na skutek chwilowego zawieszenia działalności Alessandria Foot Ball Club, w związku z masowym zaangażowaniem personelu na I wojnę światową. Powstała z inicjatywy trenera barmana Ugo Milano, początkowo skupiała piłkarzy lub kibiców, którym udało się uniknąć powołania do wojska lub żołnierzy na licencji lub stacjonujących w mieście.
W pierwszych miesiącach 1919 roku, po zakończeniu I wojny światowej, wznowiła działalność Alessandria FBC. Używanie identycznych strojów obu klubów wywołało niechęć ich przedstawicieli do fuzji i obie zgłosiły się do mistrzostw Prima Categoria w sezonie 1919/20. Zespół był zmuszony najpierw walczyć w barażach Piemontu. 5 października 1919 wygrał 1:0 z Novarese i został zakwalifikowany do grupy A Sezione piemontese. W grupie klub został zdominowany przez Pro Vercelli, Juventus i Torino i zajął przedostatnie piąte miejsce. Tak jak klub Amatori z Turynu (6.miejsce) również zdobył 4 punkty w tabeli, to 2 lutego 1920 w Novarze został rozegrany baraż o utrzymanie w Prima Categoria, jednak przegrany 1:2 przez Alessandrię. Klub został zdegradowany do Promozione (D2).
11 kwietnia 1920 nastąpiła fuzja z miejscowym rywalem Alessandria Foot Ball Club, w wyniku czego połączony klub zmienił nazwę na Alessandria Unione Sportiva i kontynuował grę w Prima Categoria.

## Barwy klubowe, strój
|  |  |

Klub ma barwy biało-czerwone. Zawodnicy domowe spotkania zazwyczaj grali w białych koszulkach z poziomym czerwonym pasem, czerwonych spodenkach oraz czerwonych getrach. Początkowo koszulki byli szare, z czerwoną gwiazdą na piersi.

## Sukcesy

### Trofea międzynarodowe
Nie uczestniczył w rozgrywkach europejskich (stan na 31-05-2020).

### Trofea krajowe
| \| \| Zdobyte trofea w rozgrywkach Włoch (stan na: 31-08-2020) \| |                                                          |      |                        |
| Rozgrywki                                                         | Osiągnięcie                                              | Razy | Sezon(y)               |
| · Mistrzostwo                                                     | I miejsce                                                | 0    |                        |
| · Mistrzostwo                                                     | II miejsce                                               | 0    |                        |
| · Mistrzostwo                                                     | III miejsce                                              | 0    |                        |
| · Mistrzostwo                                                     | 5.miejsce                                                | 1    | 1919/20 (gr.A Piemont) |
| · Puchar                                                          | zdobywca                                                 | 0    |                        |
| · Puchar                                                          | finalista                                                | 0    |                        |
| II liga                                                           | I miejsce                                                | 0    |                        |
| II liga                                                           | II miejsce                                               | 0    |                        |
| II liga                                                           | III miejsce                                              | 0    |                        |
| Włochy                                                            | Zdobyte trofea w rozgrywkach Włoch (stan na: 31-08-2020) |      |                        |

## Poszczególne sezony

### Rozgrywki międzynarodowe

#### Europejskie puchary
Nie uczestniczył w rozgrywkach europejskich.

### Rozgrywki krajowe
| \| Włochy \| Bilans występów klubu w rozgrywkach piłkarskich Włoch (Stan na 31 sierpnia 2020 r.) \| \| |                                                                                     |        |       |   |   |   |    |    |     |         |        |        |      |
| Poziom                                                                                                 | Rozgrywki                                                                           | Sezony | Mecze | Z | R | P | B+ | B– | Pkt | Lata    | Awanse | Spadki | Naj. |
| I | Prima Categoria (Sezione piemontese)                                                | 1      |       |   |   |   |    |    |     | 1919/20 | 0      | 1      | 5    |
| | Puchar Włoch                                                                        | 0      |       |   |   |   |    |    |     |         | 0      | 0      |      |
| Włochy                                                                                                 | Bilans występów klubu w rozgrywkach piłkarskich Włoch (Stan na 31 sierpnia 2020 r.) |        |       |   |   |   |    |    |     |         |        |        |      |

## Struktura klubu

### Stadion
Klub piłkarski rozgrywał swoje mecze domowe na Campo al Cristo w Alessandrii.

### Derby
- Alessandria Foot Ball Club
- Valenzana Mado